# Jardín botánico natural de Miyajima
El Jardín botánico natural de Miyajima (en japonés 宮島自然植物実験所 Miyajima Shizen Shokubutsu Jikkensho) es un arboreto y jardín botánico de 11.5 hectáreas de extensión en Miyajima en la prefectura de Hiroshima.
Depende administrativamente de la Universidad de Hiroshima.
El código de reconocimiento internacional del Miyajima Shizen Shokubutsu Jikkensho como institución botánica (en el Botanical Gardens Conservation International - BGCI), así como las siglas de su herbario es HIRO.

## Localización
El jardín botánico se encuentra en la costa norte de Miyajima que es como se conoce popularmente a la isla de Itsukushima que se encuentra a unos 20 km de la ciudad de Hiroshima. 
Miyajima Shizen Shokubutsu Jikkensho, Mitsumaruko-yama 1156-2, Murohama Miyajima-Cho, Saiki-gun Hiroshima-Ken Pref. 739-05, Japón. 
Planos y vistas satelitales.34°16′59.4″N 132°17′17.6″E / 34.283167, 132.288222
Está abierto al público diariamente excepto el día de año nuevo y en agosto. La entrada es gratuita. 

## Historia
El jardín botánico fue establecido en 1964 con la intención de su uso en la educación y propósitos investigadores. 
La isla forma parte del Parque nacional de Setonaikai y contiene el bosque Misen, un espacio catalogado como Patrimonio de la Humanidad.

## Colecciones
La mayor parte del jardín botánico se compone de los bosques naturales y la vegetación marítima, sobre todo especies subtropicales y halófitas, con cerca de 350.000 ejemplares en su herbario. 
Proyectos actuales de investigación incluyen estudios de las plantas vasculares y plantas no vasculares locales, especialmente briofitas, ecología y biología de la conservación.

## Imágenes del jardín botánico

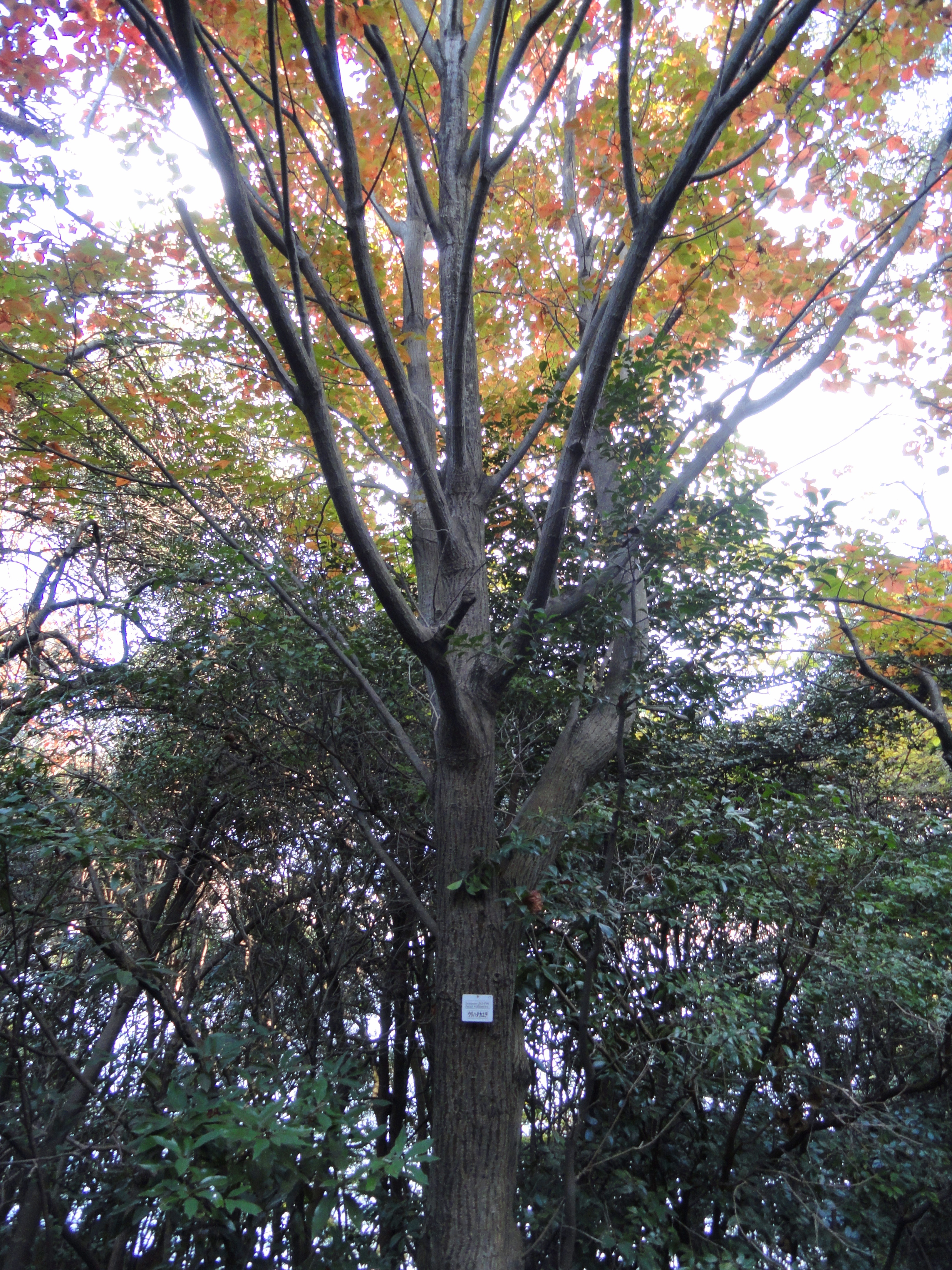
Un ejemplar maduro de Acer rufinerve en el Jardín botánico natural de Miyajima.
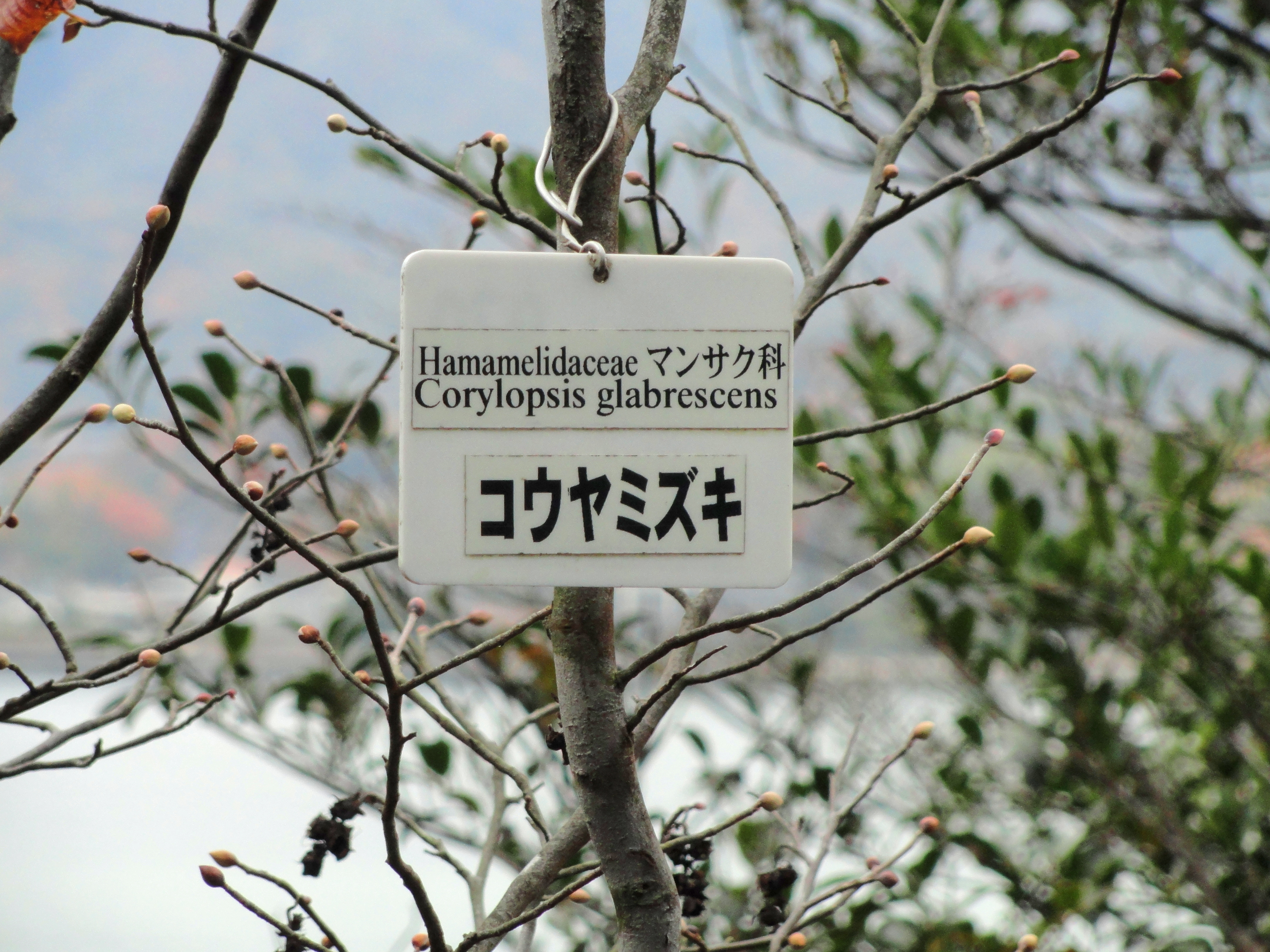
El arbusto Corylopsis glabrescens.
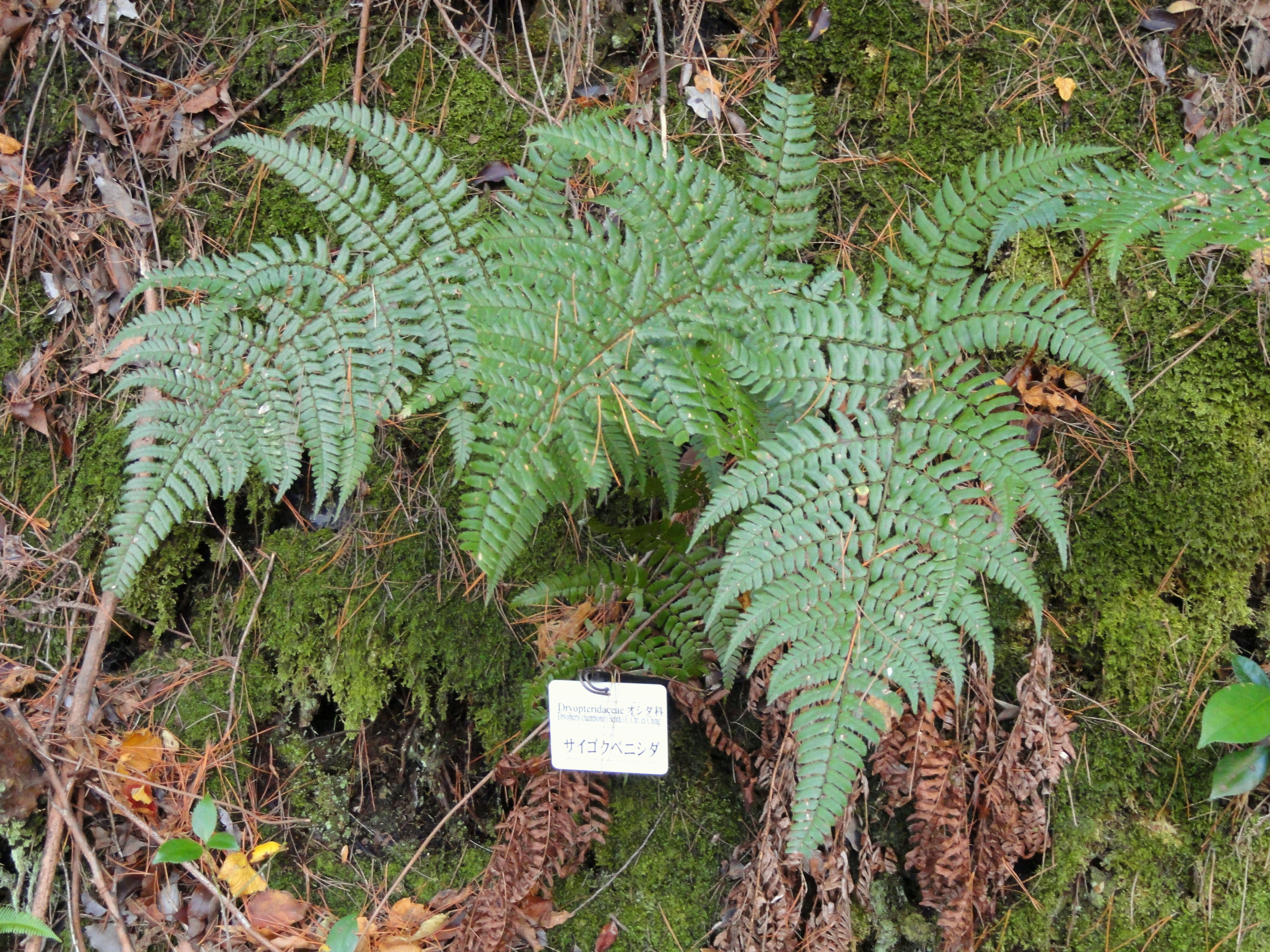
El helecho Dryopteris championii.
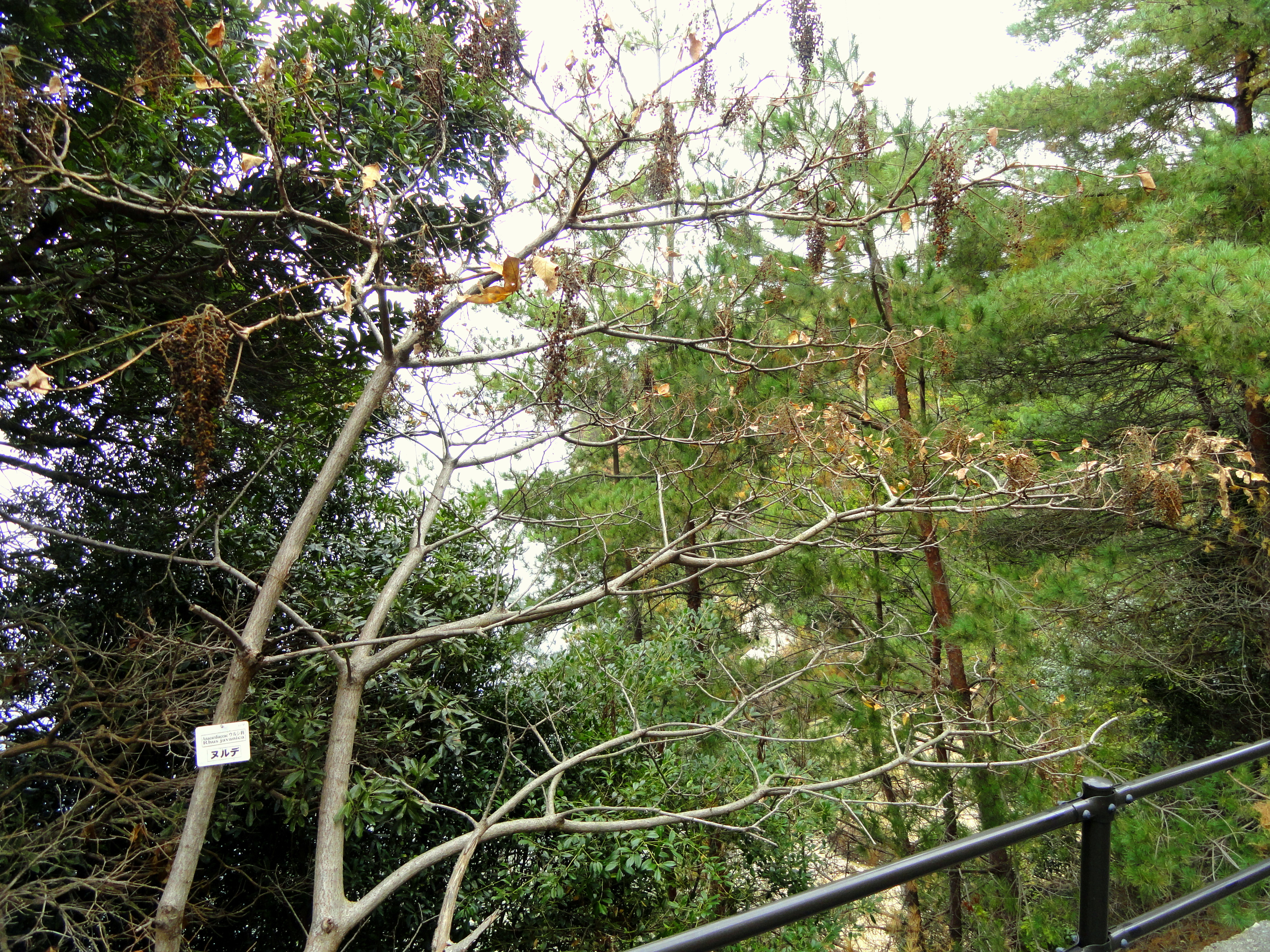
Rhus javanica.